# The Jack Benny Program
The Jack Benny Program è uno show radio-televisivo statunitense, con Jack Benny, andato in onda dal 1932 al 1955 in radio (con vari titoli) e dal 1950 al 1965 in televisione.

## Nomi alternativi
- The Jack Benny Show
- The Canada Dry Program
- The Chevrolet Program
- The General Tire Revue
- The Jell-O Program
- The Grape Nuts Flakes Program
- The Lucky Strike Program

## Format
Il format della trasmissione è particolare: non c'è davvero una quarta parete e lo spettacolo può essere considerato come uno show dentro lo show. Gli episodi di solito si aprono con una canzone dell'orchestra o con scambi di battute tra Benny, Don Wilson e gli altri componenti abituali dello show sulle notizie del giorno o su un argomento comico della puntata, un evento della settimana, un mini-gioco, o una satira di un film del momento.

## Radio
La prima apparizione di Jack Benny in radio come ospite di Ed Sullivan avvenne nel 1932. Il suo show fu poi trasmesso in quello stesso anno con Canada Dry Ginger Ale come sponsor. Il programma The Canada Dry Program, iniziò il 2 maggio 1932, sulla stazione della NBC Blue Network e continuò per sei mesi fino al 26 ottobre: poi si spostò sulla CBS il 30 ottobre. Con Ted Weems leader della band, Benny rimase sulla CBS fino al 26 gennaio 1933.
Sulla NBC il 17 marzo, Benny fece The Chevrolet Program fino al 1º aprile 1934. Continuò lo show con il titolo di The General Tire Revue per il resto di quella stagione, e nell'autunno del 1934, per la General Foods con il titolo The Jell-O Program Starring Jack Benny (1934-1942) e, quando le vendite della Jell-O furono colpite dal razionamento dello zucchero durante la seconda guerra mondiale, con il titolo The Grape Nuts Flakes Program Starring Jack Benny (in seguito The Grape Nuts and Grape Nuts Flakes Program) (1942-1944). Il 1º ottobre 1944, lo spettacolo diventò The Lucky Strike Program Starring Jack Benny, quando la Lucky Strike divenne lo sponsor fino alla metà degli anni 1950. A quel punto, la pratica di usare il nome dello sponsor come il titolo cominciò a svanire.
Lo spettacolo tornò alla CBS il 2 gennaio 1949, come parte dei notori "raid" del presidente della CBS William S. Paley con cui assunse artisti della NBC nel corso della stagione 1948-49. Rimase alla CBS per il resto della trasmissione dello show alla radio, che si concluse il 22 maggio 1955. La CBS mandò in onda dal 1956 al 1958 repliche dei precedenti episodi radiofonici delle annate 1953-55 con il titolo The Best of Benny' per la State Farm Insurance, che in seguito sponsorizzò il programma televisivo dal 1960 al 1965. 

## Televisione
Jack Benny fece il suo debutto televisivo nel 1949 in alcuni speciali del Jack Benny Program in versione televisiva.
La prima serie televisiva iniziò sulla CBS il 28 ottobre 1950 e durò su quella rete fino al 15 settembre 1964; si spostò poi sulla NBC il 25 settembre 1964 fino al 10 settembre 1965. Gli sponsor includevano la Lucky Strike (1950-1959), la Lux (1959–60), State Farm Insurance (1960–65), Lipton Tea (1960–62), Jell-O (1962–64), e Miles Laboratories (1964–65).
Lo show televisivo era la continuazione naturale del programma radiofonico di Benny; impiegava molti degli stessi attori, lo stesso approccio alla situazione comica e alcuni degli stessi script. Il suffisso "Program"  al posto di "Show" è anch'esso una derivazione della trasmissione radiofonica; in radio veniva usato "program" invece di "show" per la radio era un medium non visivo. Occasionalmente, in diversi episodi dal vivo, il titolo appariva come The Jack Benny Show. Durante un episodio dal vivo, furono utilizzati entrambi i titoli.
Il Jack Benny Program apparve non in maniera regolare nel corso dei primi due anni in TV. Benny si spostò in televisione lentamente: nella sua prima stagione (1950-1951), rese disponibili solo quattro spettacoli, ma dalla stagione 1951-1952, fece uno spettacolo ogni sei settimane. Nella terza stagione (1952-1953), lo show fu trasmesso ogni quattro settimane. Durante la stagione 1953-1954, andò in onda ogni tre settimane. Dal 1954-1960, il programma andò in onda ogni due settimane, a rotazione con altre serie televisive come Private Secretary e Bachelor Father. A partire dalla stagione 1960-1961, il Jack Benny Program iniziò a trasmettere tutte le settimane. È anche interessante notare che lo show si spostò dalla CBS alla NBC prima della stagione 1964-65. Durante la stagione 1953-54, una manciata di episodi furono girati durante l'estate mentre gli altri erano in diretta; il che permise a Benny di continuare a fare il suo show radiofonico. 
Nella sua autobiografia inedita, I Always Had Shoes (porzioni della quale furono successivamente incorporate dalla figlia di Jack, Joan, nel suo libro di memorie, Sunday Nights at Seven), Benny affermò che fu lui, non la NBC, a prendere la decisione di porre fine alla sua serie TV nel 1965. Affermò che mentre gli indici di ascolto erano ancora molto buoni, gli sponsor (che si alternarono durante l'ultima stagione e furono State Farm Insurance e Miles Laboratories con i prodotti Alka-Seltzer e One-a-Day) si lamentavano del fatto che la pubblicità nel suo show costasse quasi il doppio rispetto a quello che pagavano per la maggior parte degli altri spettacoli, e che si era stancato di quella che fu chiamata la "corsa al successo". Così, dopo una trentina d'anni alla radio e alla televisione in un programma settimanale, Jack Benny uscì di scena mentre era ancora al top del consenso popolare.
Secondo Jim Bishop (nel suo libro A Day in the Life of President Kennedy), John F. Kennedy affermò che lui era troppo occupato per potere guardare la televisione, ma che si ritagliava comunque un po' di tempo per guardare il programma Jack Benny ogni settimana.
Quattro episodi classici della serie furono trasmessi sulla CBS durante l'estate del 1991. Alcune repliche radiofoniche furono trasmesse sulle stazioni della PBS.
La serie non è stata ancora pubblicata in una versione "ufficiale" in DVD, tuttavia gli episodi di pubblico dominio sono stati disponibili in VHS e in DVD per anni. Nel 2008 25 episodi di dominio pubblico dello show, che si pensava fossero persi, furono ritrovati negli archivi della CBS. Ad oggi, la CBS ha rifiutato di convertire in forma digitale o pubblicare in via ufficiale gli spettacoli.

## Personaggi
Ove non presente il nome del personaggio, l'attore interpreta se stesso.
- Jack Benny (255 episodi, 1950-1965).
- Don Wilson (240 episodi, 1950-2011).
- Rochester Van Jones (179 episodi, 1950-1965), interpretato da	Eddie "Rochester" Anderson.
- Dennis Day (152 episodi, 1950-1965).
- Mary Livingstone (77 episodi, 1950-2011).
- Polly (60 episodi, 1950-2011), interpretato da	Mel Blanc.
- bandito (53 episodi, 1952-1965), interpretato da Benny Rubin.
- impiegato (26 episodi, 1953-1963), interpretato da	Frank Nelson.
- infermiera (19 episodi, 1958-1965), interpretata da Jeanette Eymann.
- The Sportsmen Quartet (18 episodi, 1953-1962).
- Harlow Wilson (16 episodi, 1955-1964), interpretato da	Dale White.
- Andre (12 episodi, 1953-1963), interpretato da	Rolfe Sedan.
- Lois Wilson (12 episodi, 1954-1964), interpretata da Lois Corbett.
- Miss Gordon (11 episodi, 1954-1964), interpretata da Maudie Prickett.

## Riconoscimenti
- Premi Emmy 1959, Migliore serie televisiva comica
- Premi Emmy 1960, Migliore sceneggiatura per una serie comica o commedia